# Nokere Koerse for kvinder 2021
Nokere Koerse for kvinder 2021 var den 2. udgave af det belgiske cykelløb Nokere Koerse for kvinder. Det blev kørt den 17. marts 2021 med start i Deinze og mål i Nokere i Østflandern. Løbet var en del af den internationale UCI-kalender for damer 2021. Den oprindelige 2. udgave blev i 2020 aflyst på grund af coronaviruspandemien.
Hollandske Amy Pieters fra SD Worx vandt løbet i samme tid som Grace Brown fra Team BikeExchange på andenpladsen.

## Resultat
| \| Samlede stilling \| Samlede stilling \| Samlede stilling \| Samlede stilling \| Samlede stilling \| \| Rytter \| Rytter \| Hold \| Tid \| \| \| ---------------- \| ------------------------- \| ------------------------- \| ---------------- \| ---------------- \| \| 1. \| Amy Pieters \| SD Worx \| 3t 13' 53" \| \| \| 2. \| Grace Brown \| Team BikeExchange \| + 0" \| \| \| 3. \| Lisa Klein \| Canyon-SRAM Racing \| + 4" \| \| \| 4. \| Lotte Kopecky \| Liv Racing \| + 20" \| \| \| 5. \| Jolien D'Hoore \| SD Worx \| + 20" \| \| \| 6. \| Lorena Wiebes \| Team DSM \| + 20" \| \| \| 7. \| Maria Giulia Confalonieri \| Ceratizit-WNT Pro Cycling \| + 20" \| \| \| 8. \| Emma Norsgaard \| Movistar Team \| + 20" \| \| \| 9. \| Marta Bastianelli \| Alé BTC Ljubljana \| + 20" \| \| \| 10. \| Christine Majerus \| SD Worx \| + 23" \| \| |                           |                           |            |
| |                           |                           |            |
| Kilder: ProCyclingStats Cycling Quotient |                           |                           |            |
| Samlede stilling |                           |                           |            |
| Rytter | Rytter                    | Hold                      | Tid        |
| 1. | Amy Pieters               | SD Worx                   | 3t 13' 53" |
| 2. | Grace Brown               | Team BikeExchange         | + 0"       |
| 3. | Lisa Klein                | Canyon-SRAM Racing        | + 4"       |
| 4. | Lotte Kopecky             | Liv Racing                | + 20"      |
| 5. | Jolien D'Hoore            | SD Worx                   | + 20"      |
| 6. | Lorena Wiebes             | Team DSM                  | + 20"      |
| 7. | Maria Giulia Confalonieri | Ceratizit-WNT Pro Cycling | + 20"      |
| 8. | Emma Norsgaard            | Movistar Team             | + 20"      |
| 9. | Marta Bastianelli         | Alé BTC Ljubljana         | + 20"      |
| 10. | Christine Majerus         | SD Worx                   | + 23"      |

## Hold og ryttere
| UCI Women's WorldTeams (9)- Alé BTC Ljubljana - Canyon-SRAM Racing - FDJ-Nouvelle Aquitaine-Futuroscope - Liv Racing - Movistar Team - SD Worx - Team BikeExchange - Team DSM - Trek-Segafredo UCI Women's Kontinentalhold (11)- Bingoal Casino-Chevalmeire - Ceratizit-WNT Pro Cycling - Doltcini-Van Eyck Sport-Proximus - Drops-Le col - Lotto Soudal Ladies - Multum Accountants - NXTG Racing - Parkhotel Valkenburg - Jumbo-Visma - Team Tibco-Silicon Valley Bank - Valcar-Travel & Service |
| |

### Danske ryttere
| Danske ryttere på startlisten |                          |                           |           |
| Rygnummer                     | Rytter                   | Hold                      | Placering |
| 41                            | Emma Norsgaard Jørgensen | Movistar Team             | 8         |
| 62                            | Amalie Dideriksen        | Trek-Segafredo            | 16        |
| 104                           | Julie Leth               | Ceratizit-WNT Pro Cycling | 24        |
| 115                           | Pernille Mathiesen       | Team Jumbo-Visma          | DNF       |

* DNF = gennemførte ikke

### Startliste
| Team DSM DSM | Team DSM DSM           | Team DSM DSM |
| ------------ | ---------------------- | ------------ |
| Nr.          | Rytter                 | Placering    |
| 1            | Lorena Wiebes (NED)    | 5.           |
| 2            | Georgi Pfeiffer (GBR)  | DNF          |
| 3            | Leah Kirchmann (CAN)   | DNF          |
| 4            | Franziska Koch (GER)   | 49.          |
| 5            | Floortje Mackaij (NED) | 33.          |
| 6            | Susanne Andersen (NOR) | DNF          |

| Team BikeExchange BEX | Team BikeExchange BEX          | Team BikeExchange BEX |
| --------------------- | ------------------------------ | --------------------- |
| Nr.                   | Rytter                         | Placering             |
| 11                    | Jessica Allen (AUS)            | DNF                   |
| 12                    | Grace Brown (AUS)              | 2.                    |
| 13                    | Arianna Fidanza (ITA)          | 14.                   |
| 14                    | Jessica Roberts (GBR)          | DNF                   |
| 15                    | Sarah Roy (AUS)                | 34.                   |
| 16                    | Amanda Spratt (AUS) (landevej) | DNF                   |

| SD Worx SDW | SD Worx SDW                        | SD Worx SDW |
| ----------- | ---------------------------------- | ----------- |
| Nr.         | Rytter                             | Placering   |
| 21          | Jolien D'Hoore (BEL)               | 6.          |
| 22          | Karol-Ann Canuel (CAN)             | DNF         |
| 23          | Roxane Fournier (FRA)              | 27.         |
| 24          | Christine Majerus (LUX) (landevej) | 10.         |
| 25          | Amy Pieters (NED)                  | 1.          |
| 26          | Lonneke Uneken (NED)               | 13.         |

| Canyon-SRAM Racing CSR | Canyon-SRAM Racing CSR | Canyon-SRAM Racing CSR |
| ---------------------- | ---------------------- | ---------------------- |
| Nr.                    | Rytter                 | Placering              |
| 31                     | Alice Barnes (GBR)     | 18.                    |
| 32                     | Elise Chabbey (SUI)    | DNF                    |
| 33                     | Tiffany Cromwell (AUS) | 29.                    |
| 34                     | Lisa Klein (GER)       | 3.                     |
| 35                     | Hannah Ludwig (GER)    | DNF                    |
| 36                     | Alexis Ryan (USA)      | 21.                    |

| Movistar Team MOV | Movistar Team MOV               | Movistar Team MOV |
| ----------------- | ------------------------------- | ----------------- |
| Nr.               | Rytter                          | Placering         |
| 41                | Emma Norsgaard (DEN) (landevej) | 8.                |
| 42                | Aude Biannic (FRA)              | DNF               |
| 43                | Jelena Erić (SRB)               | 45.               |
| 44                | Alicia González Blanco (ESP)    | DNF               |
| 45                | Barbara Guarischi (ITA)         | DNF               |
| 46                | Sheyla Gutiérrez (ESP)          | DNF               |

| Liv Racing LIV | Liv Racing LIV                 | Liv Racing LIV |
| -------------- | ------------------------------ | -------------- |
| Nr.            | Rytter                         | Placering      |
| 51             | Lotte Kopecky (BEL) (landevej) | 4.             |
| 52             | Valerie Demey (BEL)            | 47.            |
| 53             | Alison Jackson (CAN)           | 32.            |
| 54             | Marta Jaskulska (POL)          | 46.            |
| 56             | Evy Kuijpers (NED)             | 43.            |

| Trek-Segafredo TFS | Trek-Segafredo TFS                   | Trek-Segafredo TFS |
| ------------------ | ------------------------------------ | ------------------ |
| Nr.                | Rytter                               | Placering          |
| 61                 | Audrey Cordon-Ragot (FRA) (landevej) | DNF                |
| 62                 | Amalie Dideriksen (DEN)              | 16.                |
| 63                 | Lauretta Hanson (AUS)                | 51.                |
| 64                 | Chloe Hosking (AUS)                  | 50.                |
| 65                 | Shirin van Anrooij (NED)             | DNF                |
| 66                 | Trixi Worrack (GER)                  | DNF                |

| Alé BTC Ljubljana ALE | Alé BTC Ljubljana ALE        | Alé BTC Ljubljana ALE |
| --------------------- | ---------------------------- | --------------------- |
| Nr.                   | Rytter                       | Placering             |
| 71                    | Marta Bastianelli (ITA)      | 9.                    |
| 72                    | Maaike Boogaard (NED)        | 35.                   |
| 73                    | Eugenia Bujak (SLO)          | 23.                   |
| 74                    | Alessia Patuelli (ITA)       | DNF                   |
| 75                    | Urša Pintar (SLO) (landevej) | DNF                   |

| FDJ-Nouvelle Aquitaine-Futuroscope FDJ | FDJ-Nouvelle Aquitaine-Futuroscope FDJ | FDJ-Nouvelle Aquitaine-Futuroscope FDJ |
| -------------------------------------- | -------------------------------------- | -------------------------------------- |
| Nr.                                    | Rytter                                 | Placering                              |
| 81                                     | Victorie Guilman (FRA)                 | DNF                                    |
| 82                                     | Eugénie Duval (FRA)                    | 15.                                    |
| 83                                     | Emilia Fahlin (SWE)                    | 11.                                    |
| 84                                     | Maëlle Grossetête (FRA)                | 19.                                    |
| 85                                     | Lauren Kitchen (AUS)                   | DNF                                    |
| 86                                     | Jade Wiel (FRA)                        | DNF                                    |

| Tibco-Silicon Valley Bank TIB | Tibco-Silicon Valley Bank TIB | Tibco-Silicon Valley Bank TIB |
| ----------------------------- | ----------------------------- | ----------------------------- |
| Nr.                           | Rytter                        | Placering                     |
| 91                            | Eva Buurman (NED)             | 25.                           |
| 93                            | Tanja Erath (GER)             | DNF                           |
| 94                            | Nina Kessler (NED)            | DNF                           |
| 95                            | Kristen Faulkner (USA)        | 31.                           |
| 96                            | Eri Yonamine (JPN)            | 28.                           |
| 97                            | Leah Dixon (GBR)              | DNF                           |

| Ceratizit-WNT Pro Cycling WNT | Ceratizit-WNT Pro Cycling WNT   | Ceratizit-WNT Pro Cycling WNT |
| ----------------------------- | ------------------------------- | ----------------------------- |
| Nr.                           | Rytter                          | Placering                     |
| 101                           | Laura Asencio (FRA)             | DNF                           |
| 102                           | Franziska Brauße (GER)          | DNF                           |
| 103                           | Maria Giulia Confalonieri (ITA) | 7.                            |
| 104                           | Julie Leth (DEN)                | 24.                           |
| 105                           | Sarah Rijkes (AUT)              | DNF                           |
| 106                           | Lin Lea Teutenberg (GER)        | DNF                           |

| Jumbo-Visma Women Team TJV | Jumbo-Visma Women Team TJV | Jumbo-Visma Women Team TJV |
| -------------------------- | -------------------------- | -------------------------- |
| Nr.                        | Rytter                     | Placering                  |
| 111                        | Nancy Van Der Burg (NED)   | 20.                        |
| 112                        | Anna Henderson (GBR)       | DNF                        |
| 113                        | Romy Kasper (GER)          | 30.                        |
| 115                        | Pernille Mathiesen (DEN)   | DNF                        |
| 116                        | Karlijn Swinkels (NED)     | 17.                        |

| Valcar-Travel & Service VAL | Valcar-Travel & Service VAL | Valcar-Travel & Service VAL |
| --------------------------- | --------------------------- | --------------------------- |
| Nr.                         | Rytter                      | Placering                   |
| 121                         | Elisa Balsamo (ITA)         | 12.                         |
| 122                         | Chiara Consonni (ITA)       | 48.                         |
| 123                         | Eleonora Gasparrini (ITA)   | 41.                         |
| 124                         | Vittoria Guazzini (ITA)     | 38.                         |
| 125                         | Silvia Persico (ITA)        | DNF                         |
| 126                         | Margaux Vigie (FRA)         | DNF                         |

| Lotto Soudal Ladies LSL | Lotto Soudal Ladies LSL  | Lotto Soudal Ladies LSL |
| ----------------------- | ------------------------ | ----------------------- |
| Nr.                     | Rytter                   | Placering               |
| 131                     | Danique Braam (NED)      | DNF                     |
| 132                     | Alana Castrique (BEL)    | DNF                     |
| 133                     | Lone Meertens (BEL)      | DNF                     |
| 134                     | Hanna Nilsson (SWE)      | 42.                     |
| 135                     | Elise vander Sande (BEL) | DNF                     |
| 136                     | Jesse Vandenbulcke (BEL) | 22.                     |

| Drops-Le Col DRP | Drops-Le Col DRP        | Drops-Le Col DRP |
| ---------------- | ----------------------- | ---------------- |
| Nr.              | Rytter                  | Placering        |
| 141              | Elizabeth Bennett (GBR) | DNF              |
| 142              | Emilie Moberg (NOR)     | DNF              |
| 143              | Elise Marie Olsen (NOR) | DNF              |
| 144              | Finja Smekal (GER)      | DNF              |
| 145              | April Tacey (GBR)       | DNF              |
| 146              | Alice Towers (GBR)      | DNF              |

| Parkhotel Valkenburg PHV | Parkhotel Valkenburg PHV  | Parkhotel Valkenburg PHV |
| ------------------------ | ------------------------- | ------------------------ |
| Nr.                      | Rytter                    | Placering                |
| 151                      | Mischa Bredewold (NED)    | DNF                      |
| 152                      | Femke Markus (NED)        | DNF                      |
| 153                      | Marit Raaijmakers (NED)   | DNF                      |
| 155                      | Amber van der Hulst (NED) | 37.                      |

| NXTG Racing NXG | NXTG Racing NXG            | NXTG Racing NXG |
| --------------- | -------------------------- | --------------- |
| Nr.             | Rytter                     | Placering       |
| 161             | Rozemarijn Ammerlaan (NED) | DNF             |
| 162             | Cathalijne Hoolwerf (NED)  | DNF             |
| 163             | Julia Borgström (SWE)      | DNF             |
| 164             | Amelia Sharpe (GBR)        | DNF             |
| 165             | Catalina Soto (CHI)        | 44.             |
| 166             | Emily Wadsworth (GBR)      | DNF             |

| Doltcini-Van Eyck-Proximus DVE | Doltcini-Van Eyck-Proximus DVE         | Doltcini-Van Eyck-Proximus DVE |
| ------------------------------ | -------------------------------------- | ------------------------------ |
| Nr.                            | Rytter                                 | Placering                      |
| 171                            | Mieke Docx (BEL)                       | DNF                            |
| 172                            | Christina Schweinberger (AUT)          | DNF                            |
| 173                            | Kathrin Schweinberger (AUT) (landevej) | 36.                            |
| 174                            | Nicole Steigenga (NED)                 | 39.                            |
| 175                            | Marieke de Groot (NED)                 | DNF                            |
| 176                            | Bryony van Velzen (NED)                | 52.                            |

| Bingoal-Chevalmeire CCT | Bingoal-Chevalmeire CCT | Bingoal-Chevalmeire CCT |
| ----------------------- | ----------------------- | ----------------------- |
| Nr.                     | Rytter                  | Placering               |
| 181                     | Nathalie Bex (BEL)      | DNF                     |
| 182                     | Demi de Jong (NED)      | DNF                     |
| 183                     | Thalita de Jong (NED)   | DNF                     |
| 184                     | Claudia Jongerius (NED) | DNF                     |
| 185                     | Justine Ghekiere (BEL)  | DNF                     |
| 186                     | Natalie van Gogh (NED)  | DNF                     |

| Multum Accountants MUL | Multum Accountants MUL  | Multum Accountants MUL |
| ---------------------- | ----------------------- | ---------------------- |
| Nr.                    | Rytter                  | Placering              |
| 191                    | Marijke de Smedt (BEL)  | DNF                    |
| 192                    | Lara Defour (BEL)       | DNF                    |
| 193                    | Fien Delbaere (BEL)     | 40.                    |
| 194                    | Ann-Sophie Duyck (BEL)  | DNF                    |
| 195                    | Céline van Houtum (NED) | DNF                    |
| 196                    | Kylie Waterreus (NED)   | 26.                    |

| Team DSM DSM | Team DSM DSM           | Team DSM DSM |
| ------------ | ---------------------- | ------------ |
| Nr.          | Rytter                 | Placering    |
| 1            | Lorena Wiebes (NED)    | 5.           |
| 2            | Georgi Pfeiffer (GBR)  | DNF          |
| 3            | Leah Kirchmann (CAN)   | DNF          |
| 4            | Franziska Koch (GER)   | 49.          |
| 5            | Floortje Mackaij (NED) | 33.          |
| 6            | Susanne Andersen (NOR) | DNF          |

| Team BikeExchange BEX | Team BikeExchange BEX          | Team BikeExchange BEX |
| --------------------- | ------------------------------ | --------------------- |
| Nr.                   | Rytter                         | Placering             |
| 11                    | Jessica Allen (AUS)            | DNF                   |
| 12                    | Grace Brown (AUS)              | 2.                    |
| 13                    | Arianna Fidanza (ITA)          | 14.                   |
| 14                    | Jessica Roberts (GBR)          | DNF                   |
| 15                    | Sarah Roy (AUS)                | 34.                   |
| 16                    | Amanda Spratt (AUS) (landevej) | DNF                   |

| SD Worx SDW | SD Worx SDW                        | SD Worx SDW |
| ----------- | ---------------------------------- | ----------- |
| Nr.         | Rytter                             | Placering   |
| 21          | Jolien D'Hoore (BEL)               | 6.          |
| 22          | Karol-Ann Canuel (CAN)             | DNF         |
| 23          | Roxane Fournier (FRA)              | 27.         |
| 24          | Christine Majerus (LUX) (landevej) | 10.         |
| 25          | Amy Pieters (NED)                  | 1.          |
| 26          | Lonneke Uneken (NED)               | 13.         |

| Canyon-SRAM Racing CSR | Canyon-SRAM Racing CSR | Canyon-SRAM Racing CSR |
| ---------------------- | ---------------------- | ---------------------- |
| Nr.                    | Rytter                 | Placering              |
| 31                     | Alice Barnes (GBR)     | 18.                    |
| 32                     | Elise Chabbey (SUI)    | DNF                    |
| 33                     | Tiffany Cromwell (AUS) | 29.                    |
| 34                     | Lisa Klein (GER)       | 3.                     |
| 35                     | Hannah Ludwig (GER)    | DNF                    |
| 36                     | Alexis Ryan (USA)      | 21.                    |

| Movistar Team MOV | Movistar Team MOV               | Movistar Team MOV |
| ----------------- | ------------------------------- | ----------------- |
| Nr.               | Rytter                          | Placering         |
| 41                | Emma Norsgaard (DEN) (landevej) | 8.                |
| 42                | Aude Biannic (FRA)              | DNF               |
| 43                | Jelena Erić (SRB)               | 45.               |
| 44                | Alicia González Blanco (ESP)    | DNF               |
| 45                | Barbara Guarischi (ITA)         | DNF               |
| 46                | Sheyla Gutiérrez (ESP)          | DNF               |

| Liv Racing LIV | Liv Racing LIV                 | Liv Racing LIV |
| -------------- | ------------------------------ | -------------- |
| Nr.            | Rytter                         | Placering      |
| 51             | Lotte Kopecky (BEL) (landevej) | 4.             |
| 52             | Valerie Demey (BEL)            | 47.            |
| 53             | Alison Jackson (CAN)           | 32.            |
| 54             | Marta Jaskulska (POL)          | 46.            |
| 56             | Evy Kuijpers (NED)             | 43.            |

| Trek-Segafredo TFS | Trek-Segafredo TFS                   | Trek-Segafredo TFS |
| ------------------ | ------------------------------------ | ------------------ |
| Nr.                | Rytter                               | Placering          |
| 61                 | Audrey Cordon-Ragot (FRA) (landevej) | DNF                |
| 62                 | Amalie Dideriksen (DEN)              | 16.                |
| 63                 | Lauretta Hanson (AUS)                | 51.                |
| 64                 | Chloe Hosking (AUS)                  | 50.                |
| 65                 | Shirin van Anrooij (NED)             | DNF                |
| 66                 | Trixi Worrack (GER)                  | DNF                |

| Alé BTC Ljubljana ALE | Alé BTC Ljubljana ALE        | Alé BTC Ljubljana ALE |
| --------------------- | ---------------------------- | --------------------- |
| Nr.                   | Rytter                       | Placering             |
| 71                    | Marta Bastianelli (ITA)      | 9.                    |
| 72                    | Maaike Boogaard (NED)        | 35.                   |
| 73                    | Eugenia Bujak (SLO)          | 23.                   |
| 74                    | Alessia Patuelli (ITA)       | DNF                   |
| 75                    | Urša Pintar (SLO) (landevej) | DNF                   |

| FDJ-Nouvelle Aquitaine-Futuroscope FDJ | FDJ-Nouvelle Aquitaine-Futuroscope FDJ | FDJ-Nouvelle Aquitaine-Futuroscope FDJ |
| -------------------------------------- | -------------------------------------- | -------------------------------------- |
| Nr.                                    | Rytter                                 | Placering                              |
| 81                                     | Victorie Guilman (FRA)                 | DNF                                    |
| 82                                     | Eugénie Duval (FRA)                    | 15.                                    |
| 83                                     | Emilia Fahlin (SWE)                    | 11.                                    |
| 84                                     | Maëlle Grossetête (FRA)                | 19.                                    |
| 85                                     | Lauren Kitchen (AUS)                   | DNF                                    |
| 86                                     | Jade Wiel (FRA)                        | DNF                                    |

| Tibco-Silicon Valley Bank TIB | Tibco-Silicon Valley Bank TIB | Tibco-Silicon Valley Bank TIB |
| ----------------------------- | ----------------------------- | ----------------------------- |
| Nr.                           | Rytter                        | Placering                     |
| 91                            | Eva Buurman (NED)             | 25.                           |
| 93                            | Tanja Erath (GER)             | DNF                           |
| 94                            | Nina Kessler (NED)            | DNF                           |
| 95                            | Kristen Faulkner (USA)        | 31.                           |
| 96                            | Eri Yonamine (JPN)            | 28.                           |
| 97                            | Leah Dixon (GBR)              | DNF                           |

| Ceratizit-WNT Pro Cycling WNT | Ceratizit-WNT Pro Cycling WNT   | Ceratizit-WNT Pro Cycling WNT |
| ----------------------------- | ------------------------------- | ----------------------------- |
| Nr.                           | Rytter                          | Placering                     |
| 101                           | Laura Asencio (FRA)             | DNF                           |
| 102                           | Franziska Brauße (GER)          | DNF                           |
| 103                           | Maria Giulia Confalonieri (ITA) | 7.                            |
| 104                           | Julie Leth (DEN)                | 24.                           |
| 105                           | Sarah Rijkes (AUT)              | DNF                           |
| 106                           | Lin Lea Teutenberg (GER)        | DNF                           |

| Jumbo-Visma Women Team TJV | Jumbo-Visma Women Team TJV | Jumbo-Visma Women Team TJV |
| -------------------------- | -------------------------- | -------------------------- |
| Nr.                        | Rytter                     | Placering                  |
| 111                        | Nancy Van Der Burg (NED)   | 20.                        |
| 112                        | Anna Henderson (GBR)       | DNF                        |
| 113                        | Romy Kasper (GER)          | 30.                        |
| 115                        | Pernille Mathiesen (DEN)   | DNF                        |
| 116                        | Karlijn Swinkels (NED)     | 17.                        |

| Valcar-Travel & Service VAL | Valcar-Travel & Service VAL | Valcar-Travel & Service VAL |
| --------------------------- | --------------------------- | --------------------------- |
| Nr.                         | Rytter                      | Placering                   |
| 121                         | Elisa Balsamo (ITA)         | 12.                         |
| 122                         | Chiara Consonni (ITA)       | 48.                         |
| 123                         | Eleonora Gasparrini (ITA)   | 41.                         |
| 124                         | Vittoria Guazzini (ITA)     | 38.                         |
| 125                         | Silvia Persico (ITA)        | DNF                         |
| 126                         | Margaux Vigie (FRA)         | DNF                         |

| Lotto Soudal Ladies LSL | Lotto Soudal Ladies LSL  | Lotto Soudal Ladies LSL |
| ----------------------- | ------------------------ | ----------------------- |
| Nr.                     | Rytter                   | Placering               |
| 131                     | Danique Braam (NED)      | DNF                     |
| 132                     | Alana Castrique (BEL)    | DNF                     |
| 133                     | Lone Meertens (BEL)      | DNF                     |
| 134                     | Hanna Nilsson (SWE)      | 42.                     |
| 135                     | Elise vander Sande (BEL) | DNF                     |
| 136                     | Jesse Vandenbulcke (BEL) | 22.                     |

| Drops-Le Col DRP | Drops-Le Col DRP        | Drops-Le Col DRP |
| ---------------- | ----------------------- | ---------------- |
| Nr.              | Rytter                  | Placering        |
| 141              | Elizabeth Bennett (GBR) | DNF              |
| 142              | Emilie Moberg (NOR)     | DNF              |
| 143              | Elise Marie Olsen (NOR) | DNF              |
| 144              | Finja Smekal (GER)      | DNF              |
| 145              | April Tacey (GBR)       | DNF              |
| 146              | Alice Towers (GBR)      | DNF              |

| Parkhotel Valkenburg PHV | Parkhotel Valkenburg PHV  | Parkhotel Valkenburg PHV |
| ------------------------ | ------------------------- | ------------------------ |
| Nr.                      | Rytter                    | Placering                |
| 151                      | Mischa Bredewold (NED)    | DNF                      |
| 152                      | Femke Markus (NED)        | DNF                      |
| 153                      | Marit Raaijmakers (NED)   | DNF                      |
| 155                      | Amber van der Hulst (NED) | 37.                      |

| NXTG Racing NXG | NXTG Racing NXG            | NXTG Racing NXG |
| --------------- | -------------------------- | --------------- |
| Nr.             | Rytter                     | Placering       |
| 161             | Rozemarijn Ammerlaan (NED) | DNF             |
| 162             | Cathalijne Hoolwerf (NED)  | DNF             |
| 163             | Julia Borgström (SWE)      | DNF             |
| 164             | Amelia Sharpe (GBR)        | DNF             |
| 165             | Catalina Soto (CHI)        | 44.             |
| 166             | Emily Wadsworth (GBR)      | DNF             |

| Doltcini-Van Eyck-Proximus DVE | Doltcini-Van Eyck-Proximus DVE         | Doltcini-Van Eyck-Proximus DVE |
| ------------------------------ | -------------------------------------- | ------------------------------ |
| Nr.                            | Rytter                                 | Placering                      |
| 171                            | Mieke Docx (BEL)                       | DNF                            |
| 172                            | Christina Schweinberger (AUT)          | DNF                            |
| 173                            | Kathrin Schweinberger (AUT) (landevej) | 36.                            |
| 174                            | Nicole Steigenga (NED)                 | 39.                            |
| 175                            | Marieke de Groot (NED)                 | DNF                            |
| 176                            | Bryony van Velzen (NED)                | 52.                            |

| Bingoal-Chevalmeire CCT | Bingoal-Chevalmeire CCT | Bingoal-Chevalmeire CCT |
| ----------------------- | ----------------------- | ----------------------- |
| Nr.                     | Rytter                  | Placering               |
| 181                     | Nathalie Bex (BEL)      | DNF                     |
| 182                     | Demi de Jong (NED)      | DNF                     |
| 183                     | Thalita de Jong (NED)   | DNF                     |
| 184                     | Claudia Jongerius (NED) | DNF                     |
| 185                     | Justine Ghekiere (BEL)  | DNF                     |
| 186                     | Natalie van Gogh (NED)  | DNF                     |

| Multum Accountants MUL | Multum Accountants MUL  | Multum Accountants MUL |
| ---------------------- | ----------------------- | ---------------------- |
| Nr.                    | Rytter                  | Placering              |
| 191                    | Marijke de Smedt (BEL)  | DNF                    |
| 192                    | Lara Defour (BEL)       | DNF                    |
| 193                    | Fien Delbaere (BEL)     | 40.                    |
| 194                    | Ann-Sophie Duyck (BEL)  | DNF                    |
| 195                    | Céline van Houtum (NED) | DNF                    |
| 196                    | Kylie Waterreus (NED)   | 26.                    |